# På fremmed mark
På fremmed mark (engelsk titel: Foreign Fields) er en dansk krigsfilm fra 2000, skrevet og instrueret af Aage Rais-Nordentoft i samarbejde med Jens Dahl. Filmen havde et budget på 11 mio. kr., hvoraf Det Danske Filminstitut støttede den med de 3,5 mio. kr. Den blev optaget i foråret 1998 i Estland – dog blev filmens startscener optaget i Brovst i Nordjylland. På fremmed mark var allerede under optagelserne så kontroversiel, at det danske militær ikke ønskede at samarbejde. Den var færdig i maj 1999, og den skulle oprindeligt have haft verdenspremiere på Cannes-festivalen, men Nordisk Film trak den tilbage med den begrundelse, at den var for kontroversiel midt under Kosovo-krisen.
Tre gange blev biografpremieren udsat og filmen var tæt på at ryge direkte ud i TV- og video-distribution. Den 3. februar 2000 blev den vist på Göteborg Film Festival, og den 5. marts 2000 blev den vist på NatFilm Festivalen. I Danmark fik den biografpremiere den 24. marts 2000, men solgte kun 4.200 biografbilletter. Den 2. august 2000 udkom den på VHS og den 3. juni 2010 udkom den på DVD.
På rollelisten ses Nikolaj Coster-Waldau, Pelle Hvenegaard, Bjarne Henriksen, mens internationale skuespillere som Steve Nicolson, Johan Widerberg og Julia Jäger alle havde biroller. Filmen handler om Jacob, som er en 23-årig bondeknægt på vej til Bosnien som frivillig i FNs fredsbrigade. Jacob er egnens mesterskytte, og hans venner sender ham af sted med et ordentligt gilde. I Bosnien chokeres Jacob over FN-soldaternes afmagt. Han fascineres af befalingsmanden Søren, en benhård, amerikansk uddannet jægersoldat, men da Jacob inviteres med på en lille "udflugt" opdager han, at Søren er bindegal, og et mareridt begynder.

## Medvirkende
| - Mikkel Bay Mortensen – Vildbæk - Nikolaj Coster-Waldau – Søren Holt - Anders Valentinus Dam – Morten - Pelle Hvenegaard – Jacob - Bjarne Henriksen – Ravn - Julia Jäger – Madonna - Marika Korolev – Desire | - Mait Malmsten – Ung serber - Nils P. Munk – Andersen - Steve Nicolson – Prince - Frederik Meldal Nørgaard – Helge - Johan Widerberg – Kurt Cobain - Kaia Skoblov – Teenager-pige - George McDonnell – UN Officer |

## Handling
Filmen handler om den 23-årige landsmandssøn Jacob (Pelle Hvenegaard), som frivilligt melder sig til tjeneste i FNs fredsbrigade i Bosnien, mens borgerkrigen i det tidligere Jugoslavien raser. Da han sammen med sin delingsfører, sergent Ravn (Bjarne Henriksen) bevogter en grænsepost ved en FN-erklæret sikkerhedszone, møder han en gruppe flygtninge, som er på flugt fra serbiske soldater, får Jacob besked på at han ikke må lade dem passere fordi de ingen identifikation bærer. Sergent Ravn siger til Jacob at de ikke kan bringe dem ind i sikkerhedszonen fordi de intet mandskab har til at eskortere dem. Ravn afløses deri af en sergent Søren Holt (Nikolaj Coster-Waldau) fra den danske lejr i Dvor i Kroatien, imens Ravn sendes til Dvor. Holt giver bagefter Jacob og hans kolleger ordre til at lade flygtningene passere.
Udover patruljer, går dagene med at sørge for nødhjælpspakker til forældreløse børn i den danske delegations område. Imidlertid bliver Jacob fascineret af den hårde befalingsmand Søren Holt, som er amerikansk uddannet jægersoldat og tidligere har været professionel soldat i Fremmedlegionens faldskærmsregiment. Holt er desuden dekoreret for tjeneste i de fredsbevarende styrker i Tchad. Han er en person, som ikke er bange for at begå regelbrud, hvilket ses da han lader flygtningene passere grænsen, og da han også redder Jacobs liv efter at en dreng, som havde solgt cigaretter til Jacob, blev skuddræbt af en fuld mand, som lige skulle til at skyde Jacob, men Holt skød ham først.
Jacob bliver frustreret under sit ophold i Bosnien, over at de regler han er bundet af, gør at han ikke kan redde forsvarsløse mennesker eller stoppe de krigsforbrydelser serberne begår. Efter tre måneders tjeneste i Bosnien, har Jacobs kæreste i Brovst i Nordjylland forladt ham og samtidig sker det at Jacobs tidligere delingsfører Ravn er blevet dræbt i kamp, sammen med en konstabel, da de kom under krydsild.
Da Jacob og hans kolleger bliver bevilget weekendorlov i Zagreb, inviterer Holt ham i stedet med på udflugt i omegnen. De kan tjene en pæn slat penge, forklarer Holt, på at guide en håndfuld rige turister rundt i bjergene. I bjergene mødes de med turisterne, som til Jacobs overraskelse ankommer i helikopter og fuld militærudrustning. Selskabet, der optræder under dæknavne, består af en engelsk ex-soldat, Prince (Steve Nicolson) og Cobain (Johan Widerberg), en misantropisk svensker og Madonna (Julia Jäger), Princes smukke, tyske kæreste. Gruppen vandrer hele natten gennem bjergene, og det går op for Jacob, at gruppen ikke blot er på jagt efter spænding, men har tænkt sig at udføre et snigangreb på en serbisk landsby.
Holt tillader ikke Jacob at bakke ud. De gør kun freden en tjeneste, siger han, ved at skyde fjendtlige soldater, som har ansvaret for mord på FN-frivillige. Men snigangrebet løber løbsk, da det første offer for deres kugler bliver en civil kvinde og til Jacobs rædsel fortsætter Prince og Cobain myrderierne i et orgie af blodrus. Da de forlader gerningsstedet for massakren er Jacob og Madonna dybt rystede – de andre opstemte af udflugtens succes. Gruppen begiver sig væk fra området, for at kunne blive samlet op af helikopteren, men da helikopteren ankommer, bliver den ødelagt af en serbisk missil. Gruppen tvinges nu til at flygte til fods tilbage gennem skoven.
Da det pludseligt går op for Prince at Madonna i virkeligheden er en journalist, beordrer Holt ham at slå hende ihjel. Jacob går med Prince ned til søen, og siger at han vil henrette hende, og at Prince skal videofilme drabet. Men i stedet slår Jacob Prince ihjel og Jacob og Madonna flygter fra stedet. De havner hos en serbisk familie, og beder dem om at føre dem til Beograd, hvilket familien indvilger i at gøre efter de har holdt en sørgehøjtidelighed for deres familiemedlemmer, som blev dræbt af Holt.
På vej til Beograd holder Jacob og Madonna ved en flod, imens en dreng som kører dem med trækvogn til Beograd, er væk et stykke tid. Jacob får følelser for Madonna og de dyrker sex i floden, indtil Holt sniger sig frem med sit maskingevær og dræber hende. Jacob går op fra floden mens Holt sigter på ham og gør klar til at skyde ham. Men bag Holt står drengen med en pistol, og Holt opdager ham først da Jacob siger: "Der står en dreng bag dig med en revolver". Holt vender ryggen men bliver dødeligt såret af et skud. Drengen løber væk, imens Jacob tager Holts riffel og dræber ham.
Til sidst i filmen er Jacob havnet i en container med nogle officerer fra UNPROFOR, som siger at han og sergent Holt var på en hemmelig FN-mission bag serbernes linjer og at de planlægger at mørklægge Holts død og påstå at han døde som følge af en heroisk kamp, for at bevogte en stilling. Efter forløbet har officererne besluttet at tildele Jacob FN-medaljen og hjemsende ham med øjeblikkelig virkning.

## Kritik
På fremmed mark blev kritiseret for at have en dårlig lyd, da nogle kritikere og anmeldere mente at man kun hørte skuespillerne mumle. Filmen blev også kritiseret for at mangle scener hvor der var lidt mere "spænding". Kritikerne mente endvidere at filmen også viste en alt for brutal og psykopatisk sergent, sådan at biografgængerene holdt sig væk fra at købe filmen når den udkom på video.
Men filmen blev også rost for at have bragt noget op hvad der skete for danske FN-soldater i Bosnien – eksempel:
- I scenen hvor det fremkommer at Bjarne Henriksens figur dør, fordi han sammen med en anden dansk soldat var placeret i frontlinjen mellem kroatere og serbere, var autentisk. I dagene mellem den 18-19. september 1995 blev to danske soldater dræbt, da de havde søgt tilflugt i en bunker, som lå i den danske lejr ved Dvor, som var kommet under krydsild og som blev beskudt af en serbisk kampvogn, som med vilje skød imod den danske lejr. Under krydsilden blev 14 danske soldater såret. De dræbte soldater var konstablerne Robin Bargholz og Michael Madsen.

- I virkeligheden måtte danske soldater, når de f.eks. havde set en mand dræbe civile, anholde eller skyde, for at forhindre kriminelle handlinger. FN-mandater for fredsbevarende operationer forhindrer FN-soldater i at gøre dette, da FN helst vil fremstamme som en neutral part og ikke i noget som de betragter som "stridigheder".

- Typiske opgaver for FN-soldater var blandt andet at sikre sikkerhedszoner for flygtninge, som havde ID på sig og beskytte dem, samt at uddele nødhjælp og overvåge freden i Bosnien.